# Пионерская улица (Самара)
Пионе́рская у́лица — улица в Самарском районе города Самара. Проходит между улицами Венцека и Комсомольской.
Начинается на берегу реки Волга. Пересекается с улицами Максима Горького, Водников, Алексея Толстого, Степана Разина, Куйбышева, Фрунзе, Чапаевской, Молодогвардейской, Галактионовской, Самарской и заканчивается на улице Затонной. Пересекается с переулками Песочным, Запланным и Узеньким.

## Здания и сооружения
- № 6 — Детская музыкальная школа № 12. В этом доме с октября 1889 по май 1890 года жил В. И. Ульянов
- № 17 — бывшее Дворянское собрание (1852 год постройки, архитектор Мейснер).
- № 19 / Алексея Толстого, 39 — дом построен в 1840 году, бывший особняк Неронова, дом купца Шихобалова, бывшая печатня, позже — типография газеты «За Родину». Ныне принадлежит Минобороны РФ[1][2]
- № 21 — Дом культуры имени Дзержинского («Дзержинка»)
- № 22 — бывший дом купца Сурошникова. В нём в годы Великой Отечественной войны жила дочь Сталина — Светлана Аллилуева.
- № 23 — бывшее здание УФСБ по Самарской области.
- № 24 — новое здание Управления ФСБ по Самарской области.
- № 25а — часовня Святого благоверного князя Александра Невского на месте сгоревшего в 1999 году здания ГУВД по Самарской области.
- № 48/55 — бывшее здание Русского торгово-промышленного банка. Памятник архитектуры местного значения.[3]

## Транспорт
По Пионерской улице проходят:
- муниципальные и коммерческие автобусные маршруты: 24, 102, 108, 205, 247 и 295[4][уточнить]
- трамвайные маршруты: 15, 16 и 20;
- троллейбусные маршруты: 6 и 16;

## Почтовые индексы
443020
443099